# Bukaluk Tag
Bukaluk Tag (Bokalik Tagh, Bokalyk-tag, Góry Marco Polo; chiń. upr. 博卡雷克塔格山; chiń. trad. 博卡雷克塔格山; pinyin Bókǎléikètǎgé Shān) – pasmo górskie w zachodnich Chinach, we wschodniej części Kunlunu. Wraz z pasmami Burhan Budai Shan i Qimantag Shan ogranicza od południa Kotlinę Cajdamską. Rozciąga się na długości ok. 350 km, a najwyższy szczyt, Bukadaban Feng, sięga 6860 m n.p.m. Pasmo zbudowane jest głównie z mezozoicznych łupków. Charakteryzuje się występowaniem płaskich szczytów i łagodnych stoków pokrytych luźnym materiałem skalnym. Dominuje krajobraz pustyń wysokogórskich. W najwyższych partiach występują wieczne śniegi i lodowce górskie.